# سويداوية
السويداوية (الاسم العلمي: Suaedeae) هي قبيلة من النباتات تتبع فصيلة القطيفية من الرتبة القرنفليات.

## أجناس السويداوية
- السويداء